# Clark Range

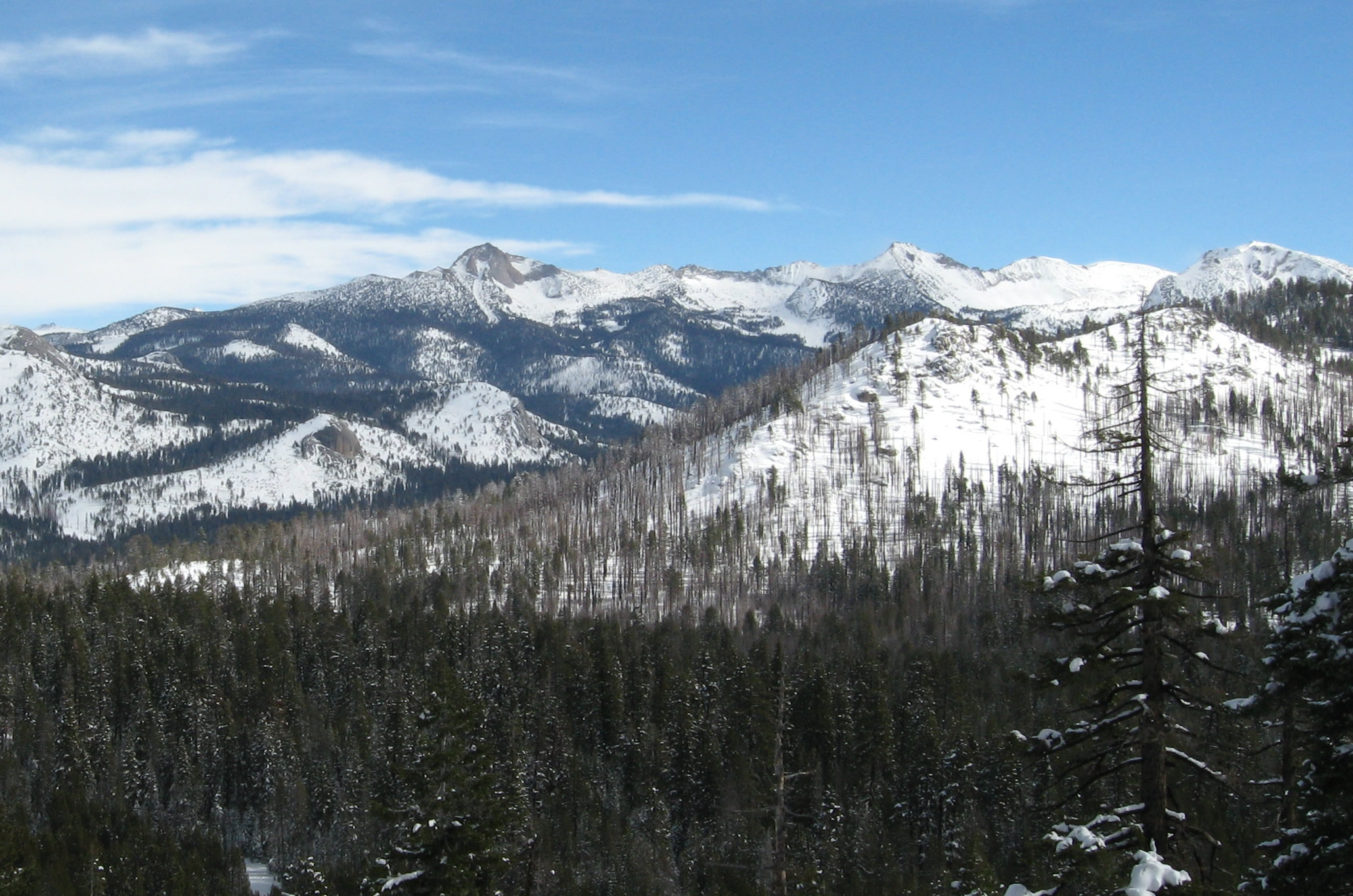
"Clark Range" no inverno, janeiro de 2008

Clark Range é uma cordilheira localizada no Parque Nacional de Yosemite, Califórnia.

## Outros nomes
- Obelisk Group